# 真木渓谷
真木渓谷（まぎけいこく）は、秋田県大仙市にある渓谷。

## 概要
大仙市東部の太田地域に位置する。雄物川水系の玉川の支流のひとつである斉内川の上流の真木川が奥羽山脈中に形成する渓谷である。付近一帯は奥羽山脈の一部を成す真昼山地であり、真木真昼県立自然公園に指定されている。谷は途中で小堀内沢、七瀬沢、袖川沢、中野沢などの支谷を入れ、いずれも急な谷を形成して本谷に流れ込む。
奥地には和賀山塊の一部を形成する薬師岳や甲山、小杉山などの山々があり、支流の七瀬沢や金堀沢には七瀬大滝や四十八滝などが存在する。谷にはカエデ、ナラ、サクラ、ブナの広葉樹が広がる。渓谷に沿って未舗装の林道が走り、周辺に人家はほとんど存在しない。両岸の断崖には、七瀬の大滝や余り滝、ガマ滝など大小無数の滝がかかる。袖川沢の谷口にある赤岩の絶壁や大倉山の立石などの集塊岩や凝灰岩の巨大な岩峰がそびえ立つ。

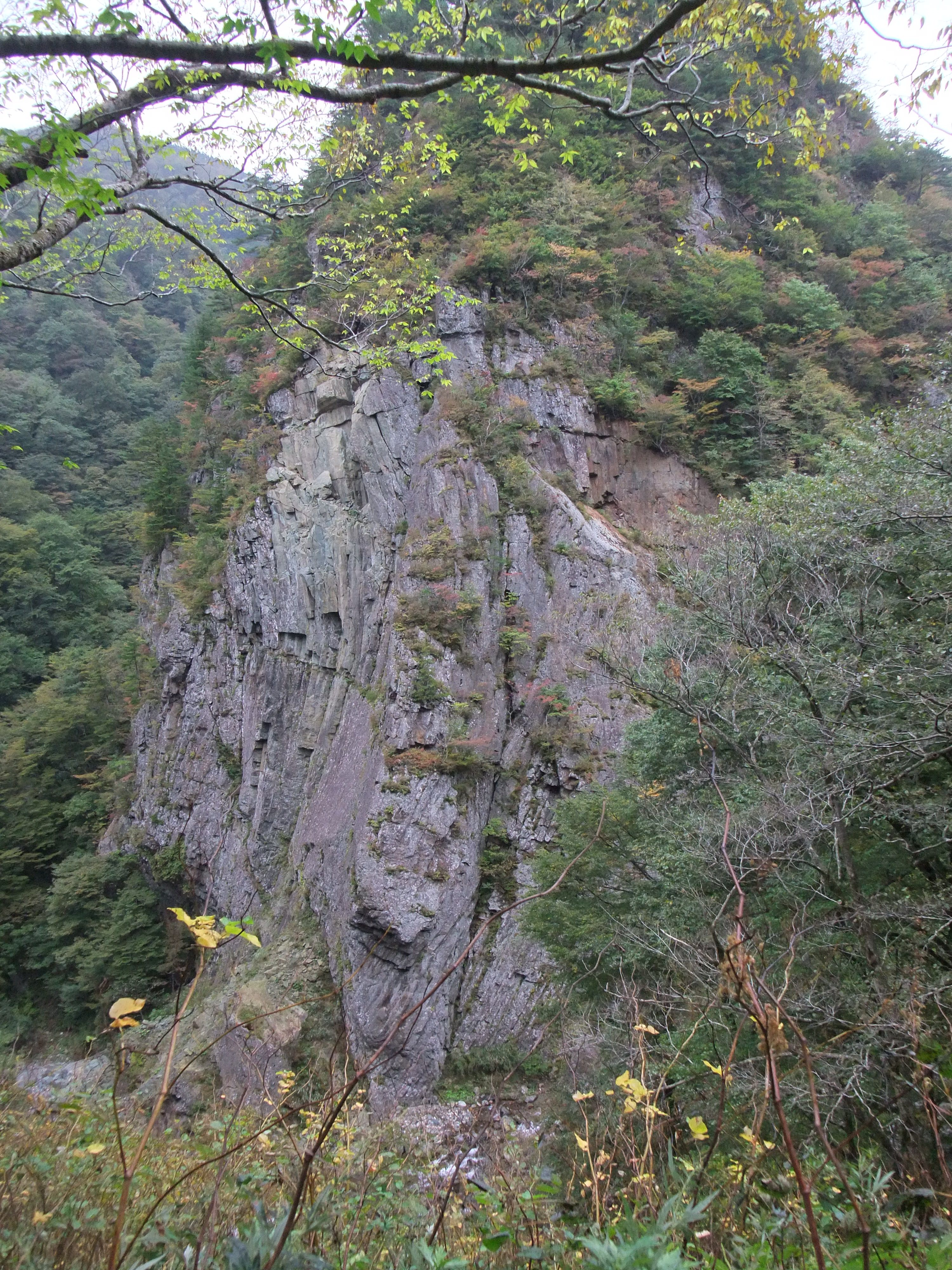
大倉岩 東北総体ロッククライミング競技会場として使用される
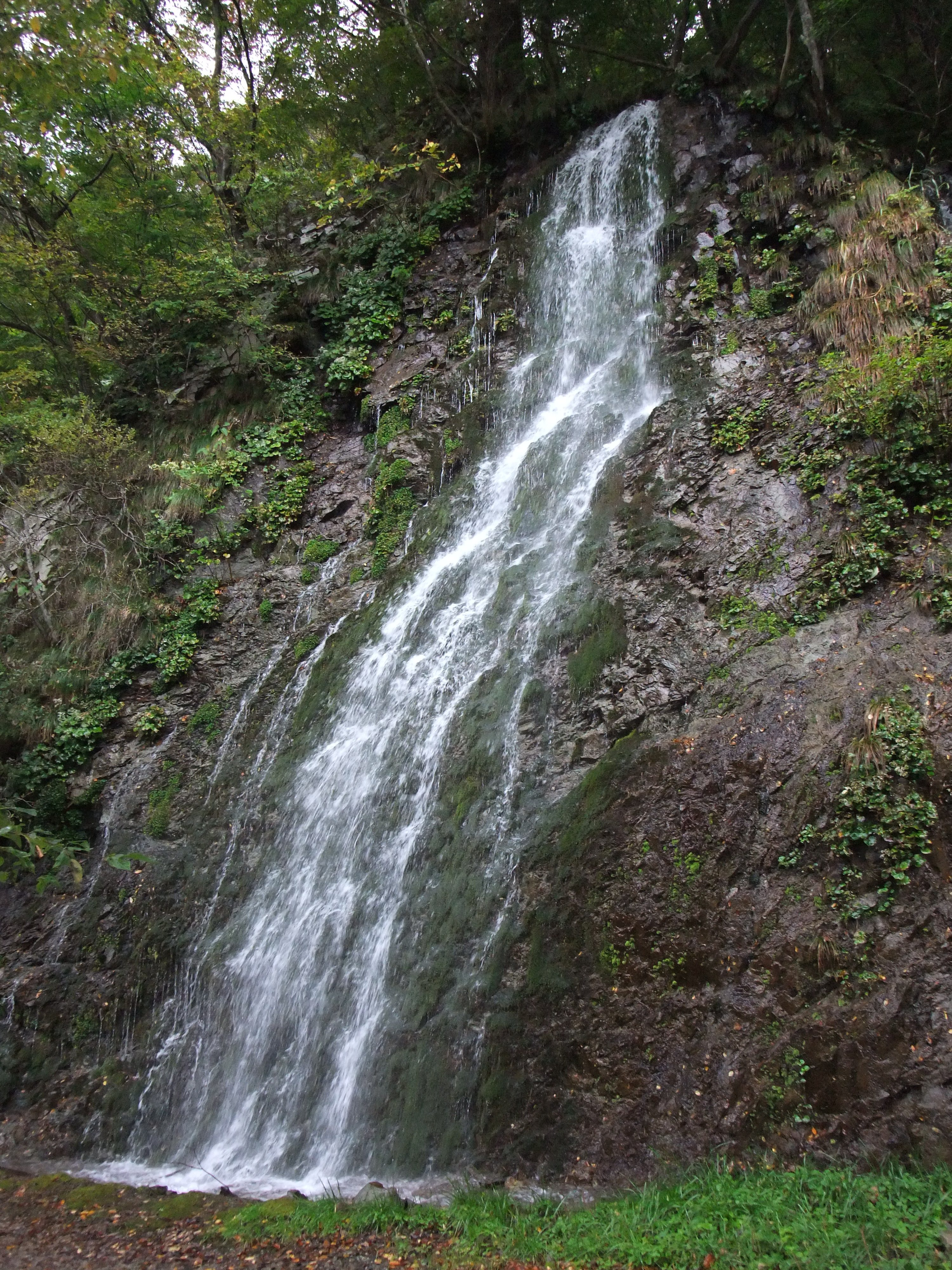
真木白滝 林道のそばにあり、天候によっては複数の滝が現れる
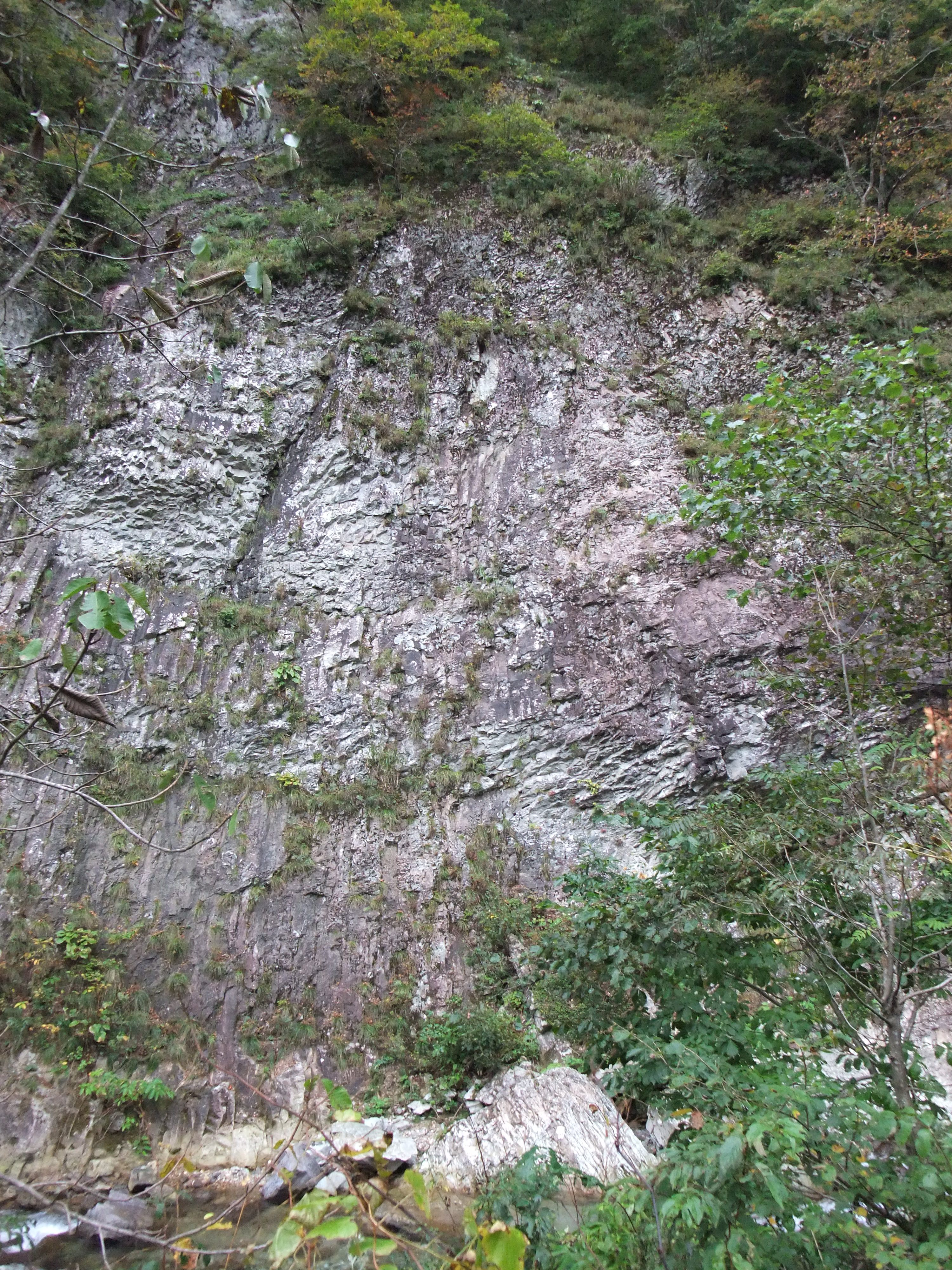
袖川立石 柱状節理